# Лютпранд (герцог Беневентський)
Лютпранд, герцог Беневентський (749–758), син герцога Гізульфа II. Коли він був неповнолітнім герцогством правила його мати Скауніперга, яка підтримувала політику короля лангобардів Айстульфа.
Після досягнення повноліття у 756 за намовою папи Римського Стефана II (III) визнав своїм сеньйором Піпіна Короткого короля франків, повставши проти короля лангобардів Дезидерія. Тому Дезидерій змістив Лютпранда у 758 та призначив герцогом Арехіза II.
Лютпранд утік. Візантійський імператор Костянтин V пообіцяв зловити Лютпранда, якщо Дезидерій нападе на папські землі разом з його військом, яке перебувало на Сицилії. Дезидерій не погодився, а тому Лютпранд не був спійманий.